# Harutaeographa eriza
Harutaeographa eriza är en fjärilsart som beskrevs av Swinhoe 1901. Arten ingår i släktet Harutaeographa och familjen nattflyn. Inga underarter finns listade i Catalogue of Life.